# Европейски път E26
Европейски път Е26 е европейски автомобилен маршрут от категория А в Германия, свързващ градовете Хамбург и Берлин. Дължината на маршрута е 283 km.
Маршрутът на Е26 преминава през градовете Мьолн, Лудвигслуст, Витщок и Нойрупин.
Е26 е свързан със следните маршрути:
| - E45 - E22 - E55 - E30 | - E51 - E28 - E36 - E251 |